# Pangrapta athemonalis
Pangrapta athemonalis är en fjärilsart som beskrevs av Walker 1858. Pangrapta athemonalis ingår i släktet Pangrapta och familjen nattflyn. Inga underarter finns listade i Catalogue of Life.